# Hydroxyde de manganèse(II)
L'hydroxyde de manganèse(II) est le composé inorganique de formule Mn(OH)2. C'est un solide blanc, bien que les échantillons noircissent rapidement en cas d'exposition à l'air à cause de l'oxydation. Il est peu soluble dans l'eau.
L'hydroxyde de manganèse(II) existe dans la nature, sous la forme du minéral appelé pyrochroïte.

## Préparation et réactions
L'hydroxyde de manganèse(II) précipite sous forme solide lorsqu'un hydroxyde de métal alcalin est ajouté à une solution aqueuse de sel Mn2+ :
Mn2+  +  2 NaOH   →   Mn(OH)2  +  2 Na+
L'hydroxyde de manganèse(II) s'oxyde rapidement dans l'air, comme l'indique le noircissement des échantillons.
Le composé adopte la structure brucite, comme le font plusieurs di-hydroxydes de métal.